# Бёрч, Ноэль
Ноэль Бёрч (англ. Noël Burch, 31 января 1932, Сан-Франциско) — французский историк и теоретик кино, кинокритик американского происхождения.

## Биография
Приехал во Францию в 1951 году, работал ассистентом режиссёра у Мишеля Фано и Пьера Каста. В 1967—1971 годах учился в Институте высших кинематографических исследований (IDHEC). В 1966—1971 годах  руководил книжной серией Кинорежиссёры нашего времени. В 1969—1972 годах был редактором в Cahiers du cinéma. Преподавал в Лондоне, Брюсселе, Нью-Йорке, в IDHEC, университетах Париж-III и Париж-VIII, в Калифорнийском и Лилльском университетах. Выступал режиссёром нескольких документальных фильмов о кино.

## Исследовательские интересы
Статьи и книги Бёрча, получившие большую известность в Европе и США, посвящены истории взгляда — становлению кино как техники визуализации образов и их прочтения зрителем. Разработки Бёрча учитывал в своих трудах о кино Жиль Делёз. В ряде работ Бёрч анализирует гендерные аспекты киноизображения.

## Труды
- Praxis du cinema. Paris: Gallimard, 1969 (англ. пер. 1973, 1981, книга переведена также на испанский, португальский, итальянский, сербский, словенский, китайский языки)
- Marcel L’Herbier. Paris: Seghers, 1973
- To the distant observer: form and meaning in the Japanese cinema. Berkeley: University of California Press, 1979 (текст on line: , франц. изд. — 1982)
- La Lucarne de l’infini, naissance du langage cinématographique. Paris: Nathan, 1990 (переизд. 2007, исп. пер. 1995)
- In and out of synch: the awakening of a cine-dreamer. Aldershot: Scolar Press, 1991
- Revoir Hollywood: la nouvelle critique anglo-américaine. Paris: Nathan, 1993
- La drôle de guerre des sexes du cinéma français: 1930—1956. Paris: Nathan, 1996 (в соавторстве с Женевьевой Селье)
- De la beauté des latrines: pour réhabiliter le sens au cinéma et ailleurs. Paris: L’Harmattan, 2007
- Le cinéma au prisme des rapports de sexe. Paris: J. Vrin, 2009 (в соавторстве с Женевьевой Селье)

## Публикации на русском языке
- Фрагменты из книги «Удаленному наблюдателю. Форма и смысл в японском кино»// Киноведческие записки, 2005, вып.75